# Bittacus vumbanus
Bittacus vumbanus är en näbbsländeart som beskrevs av Courtenay N. Smithers 1960. Bittacus vumbanus ingår i släktet Bittacus och familjen styltsländor. Inga underarter finns listade i Catalogue of Life.